# Ocupação russa da região de Zaporíjia

A ocupação russa da região de Zaporíjia é uma ocupação militar em andamento, que começou em 24 de fevereiro de 2022, quando as forças russas invadiram a Ucrânia e começaram a capturar partes da Oblast de Zaporíjia. Em 26 de fevereiro, a cidade de Berdiansk ficou sob controle russo, seguida pela vitória russa em Melitopol em 1 de março. As forças russas também sitiaram e capturaram a cidade de Enerhodar, onde fica a Usina Nuclear de Zaporíjia, que ficou sob controle russo em 4 de março. A capital da Oblast de Zaporíjia, Zaporíjia, não foi tomada pelo exército russo e permanece sob controle ucraniano.
Em maio, o governo russo começou a oferecer passaportes russos aos habitantes da região. Em julho, emitiu um decreto que estendia as leis russas de censura à guerra de 2022 [en] à Oblast de Zaporíjia e incluía a deportação para a Rússia como punição. Em setembro, as forças de ocupação realizaram referendos amplamente contestados nas áreas ocupadas da Oblast de Zaporíjia e da Oblast de Kherson para que as oblasts se juntassem à Federação Russa. Em 27 de setembro, autoridades russas afirmaram que o referendo da Oblast de Zaporíjia foi aprovado, com 93,11% dos eleitores a favor de se juntar à Federação Russa. A Rússia assinou um tratado de adesão com a administração russa da região em 30 de setembro de 2022. A Rússia anexou a Oblast de Kherson em 30 de setembro de 2022, incluindo partes da oblast que não controlava na época. A Assembleia Geral das Nações Unidas (AGNU) posteriormente aprovou uma resolução pedindo aos países que não reconhecessem o que descreveu como uma "tentativa ilegal de anexação" e exigiu que a Rússia "retirasse imediata, completa e incondicionalmente".
A força de ocupação instalada pelos russos foi inicialmente chamada de "administração militar-civil de Zaporojie". Seu nome foi alterado para "Oblast de Zaporojie" após a anexação russa. "Zaporojie" é o equivalente russo de "Zaporíjia". Devido à incapacidade da Rússia de exercer sua autoridade sobre a cidade de Zaporíjia, que é legalmente reconhecida como a capital da oblast, Melitopol assumiu o papel de sede administrativa do regime russo instalado na região. Em março de 2023, Melitopol se tornou a capital oficial da Oblast de Zaporíjia depois que o chefe interino da Oblast ocupada pela Rússia, Yevhen Balytskyi, assinou um decreto sobre a mudança da capital para a cidade de Melitopol.

## Ocupação

### Divisões administrativas
De acordo com a administração da ocupação, a Administração Militar-Civil de Zaporíjia está dividida em cinco raions, incluindo o raion de Berdiansk, o raion de Melitopol, o raion de Polohy, o raion de Vasylivka e o raion de Zaporíjia.